# Aspidochirotida
De Aspidochirotida zijn een polyfyletische, voormalige orde van zeekomkommers (Holothuroidea). Tegenwoordig is deze clade opgsplitst in de orden Holothuriida, Persiculida (deels) en Synallactida